# Lamborghini a via Marina
Lamborghini a via Marina è il terzo album in studio del rapper italiano Vale Lambo, pubblicato il 12 gennaio 2024.

## Tracce
Musiche di Nicola Vignola, eccetto dove indicato.
1. Karim (testo: Valerio Apice, Tigran, Nicola Vignola – musica: Tigran, Nicola Vignola)
2. IAU (feat. Noyz Narcos) (testo: Valerio Apice, Emanuele Frasca, Nicola Vignola)
3. More Life (testo: Valerio Apice, Nicola Vignola)
4. Baby U Want Me (feat. Geolier e Michelangelo) (testo: Valerio Apice, Nicola Vignola, Michele Zocca – musica: Michele Zocca)
5. Rolex (feat. Lele Blade) (testo: Giuseppe Alfano, Valerio Apice, Alessandro Arena, Sukhbir Singh Saini, Murad Nuri Ali Ahdeima, Nicola Vignola – musica: Giuseppe Alfano, Murad Nuri Ali Ahdeima, Sukhbir Singh Saini, Nicola Vignola)
6. Nun me fido e nisciun (testo: Valerio Apice, Nicola Vignola)
7. Flores y mentiras (feat. Rose Villain e Don Pero) (testo: Valerio Apice, Giampier Francesco Lateano, Rosa Luini, Pray, Nicola Vignola – musica: Pray, Nicola Vignola)
8. Ex (feat. Roshelle) (testo: Valerio Apice, Rossella Discolo, Nicola Vignola)
9. Semp nuje (testo: Valerio Apice, Foreigner, Haru – musica: Foreigner, Haru)
10. Bee (testo: Valerio Apice, Pray – musica: Pray)
11. TVB (feat. MV Killa) (testo: Giuseppe Alfano, Valerio Apice, Antonio Lago,  Valerio Nazo, Marcello Valerio, Nicola Vignola – musica: Giuseppe Alfano, Antonio Lago, Valerio Nazo, Nicola Vignola)
12. Genkidama (testo: Valerio Apice, Tigran, Nicola Vignola – musica: Giuseppe Alfano, Tigran, Nicola Vignola)
13. 1991 (testo: Valerio Apice, Kid Miura, Nicola Vignola – musica: Kid Miura, Nicola Vignola)

Tracce bonus nella riedizione Lamborghini a via Marina V2
1. Palm Angels (feat. Artie 5ive) – 3:29
2. Me fai male – 3:34
3. Pussy Gold (feat. Side Baby) – 2:18
4. Jacquemus blu – 2:44
5. 22:22 – 3:31
6. X-ADV (feat. Simba La Rue) – 2:01
7. Tappost – 2:12

## Classifiche
| Classifica (2024) | Posizione massima |
| ----------------- | ----------------- |
| Italia            | 25                |